# Венгрце-Паненські
Венгрце-Паненські (пол. Węgrce Panieńskie) — село в Польщі, у гміні Образув Сандомирського повіту Свентокшиського воєводства.
Населення — 314 осіб (2011).
У 1975—1998 роках село належало до Тарнобжезького воєводства.

## Демографія
Демографічна структура на день 31 березня 2011 року:
|          | Загалом | Допрацездатний вік | Працездатний вік | Постпрацездатний вік |
| -------- | ------- | ------------------ | ---------------- | -------------------- |
| Чоловіки | 155     | 39                 | 100              | 16                   |
| Жінки    | 159     | 31                 | 91               | 37                   |
| Разом    | 314     | 70                 | 191              | 53                   |